# Asparagus ferganensis
Asparagus ferganensis är en sparrisväxtart som beskrevs av Aleksei Ivanovich Vvedensky. Asparagus ferganensis ingår i släktet sparrisar, och familjen sparrisväxter. Inga underarter finns listade i Catalogue of Life.